# Golfschläger-Fitting

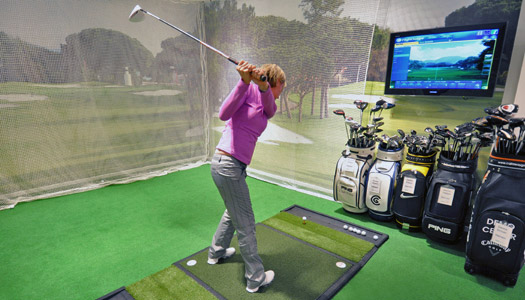
Golfschläger-Fitting

Beim Golfschläger-Fitting bzw. Custom Fitting handelt es sich um die Anpassung von Golfschlägern an die Geometrie des menschlichen Körpers und der individuellen Schwungbewegung beim Schlag.

## Allgemeines
Die im Handel angebotenen Golfschläger sind in der Regel standardisierte Massenprodukte, die auf einen durchschnittlich gebauten Spieler mit durchschnittlicher Athletik abgestimmt sind. Die Hersteller bewegen sich dabei im Spannungsfeld zwischen möglichst günstiger Produktion und möglichst großer Zielgruppe. Aus der Norm fallende Spieler werden dadurch schlechter bedient, beispielsweise ist das Angebot an Linkshandschlägern deutlich geringer als das an Rechtshandschlägern. Das Golfschlägerfitting will dem entgegenwirken, indem durch die individuelle Anpassung der Golfschläger an die körperlichen Eigenheiten und die technischen Fertigkeiten eines konkreten Kunden dieser sein spielerisches Potential besser ausschöpfen kann.

## Golfschlägerfitting-Methoden

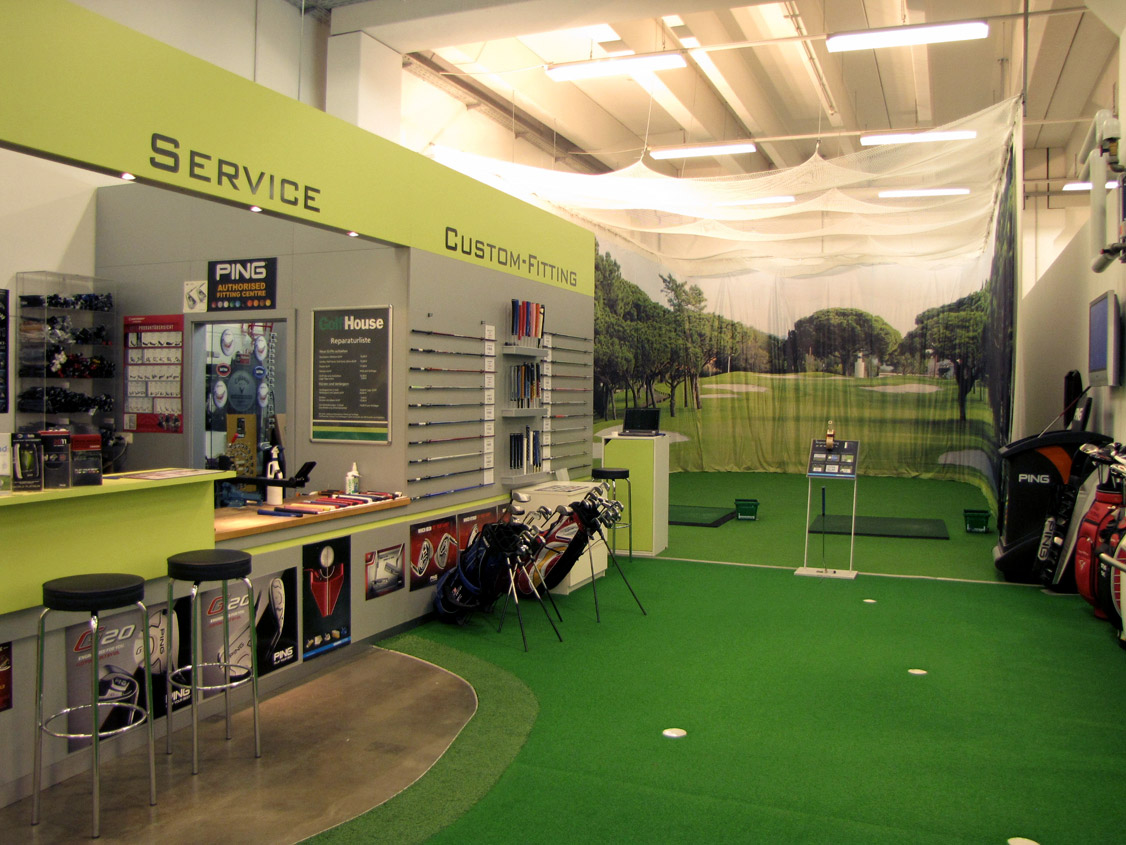
Auf einer Golfanlage (hier eine Indoor-Anlage, es gibt aber auch Installationen im Freien), die sich auf Clubfitting spezialisiert hat, können Golfspieler, ob Anfänger oder Fortgeschrittene, ihre Golfschläger individuell anpassen lassen.

Beim Golfschläger-Fitting unterscheidet man im Allgemeinen zwischen statischem und dynamischem Clubfitting.

### Das statische Fitting
Je nach Körpergröße (Armlänge, Beinlänge und auch Fingerlänge) hat jeder Golfspieler andere körperliche Voraussetzungen, um einen Golfball optimal zu schlagen. Mit Hilfe eines statischen Fittings werden entsprechend die Körpermaße ermittelt, so dass z. B. die Länge des Schaftes, die Griffstärke und der Flex (Biegsamkeit) des Schaftes bestimmt werden kann.
Es gibt hierbei unterschiedliche Systeme, welche Körpermaße in welcher Weise ermittelt werden und welche Schlüsse daraus zu ziehen sind. Im Folgenden werden beispielhaft verbreitete Verfahren beschrieben, die jedoch nicht in allen Fällen Stand der Technik sind.

#### Schaftlänge
Beim statischen Fitting wird häufig die Körpergröße, den Hand-Boden-Abstand im Stand und die Größe der Hand gemessen. Im zweiten Schritt geht es dann darum, den Abstand von Beginn des Handgelenks bis zum Boden zu messen. Bei dieser Messung steht der Golfer in Golfschuhen aufrecht und lässt die Arme locker hängen. Der Rechtshänder misst den Abstand an der linken Hand, als Linkshänder nimmt man die rechte Hand. Legt man beispielsweise einen Standardwert bei Herren von 36 Zoll (91,5 cm) und bei Damen von 32 Zoll (81,5 cm) zugrunde, so ergäben sich folgende Tabellen:
Tabelle Herren: Hand-Boden-Abstand entspricht der folgenden Schaftlänge
| 79,0 – 84,0 cm   | minus 1,0 Zoll    |
| 84,0 – 89,0 cm   | minus 0,5 Zoll    |
| 89,0 – 94,0 cm   | Eisen 5 = 38 Zoll |
| 94,0 – 99,0 cm   | plus 0,5 Zoll     |
| 99,0 – 104,0 cm  | plus 1,0 Zoll     |
| 104,0 – 109,0 cm | plus 1,5 Zoll     |
| 109,0 – 114,0 cm | plus 2,0 Zoll     |

Tabelle Damen: Hand-Boden-Abstand entspricht der folgenden Schaftlänge
| 69,0 – 74,0 cm  | minus 1,0 Zoll    |
| 74,0 – 79,0 cm  | minus 0,5 Zoll    |
| 79,0 – 84,0 cm  | Eisen 5 = 37 Zoll |
| 84,0 – 89,0 cm  | plus 0,5 Zoll     |
| 89,0 – 94,0 cm  | plus 1,0 Zoll     |
| 94,0 – 99,0 cm  | plus 1,5 Zoll     |
| 99,0 – 104,0 cm | plus 2,0 Zoll     |

Es ist jedoch anzumerken, dass es keinen offiziellen Standard dafür gibt, wo genau der Mittelwert liegt, so dass eine Angabe „+2,0 Zoll“ unter Umständen missverständlich sein kann. Dennoch haben sich diese relativen Bezeichnungen im Sprachgebrauch eingebürgert.

#### Griffstärke
Um die Griffstärke beim Golfschläger-Fitting zu ermitteln, wird vom Handgelenk bis zur Fingerkuppe des Mittelfingers gemessen. Bei den Herren liegt die Standard-Griffstärke bei 22,8 Millimeter und bei den Damen bei 21,7 Millimeter Durchmesser. Gemessen wird die Griffstärke im montierten Zustand fünf Zentimeter (ca. zwei Zoll) unterhalb des Griffendes.
| Länge des Handgelenks bis zur Fingerspitze | Länge des Mittelfingers: 5,1–7,6 cm | Länge des Mittelfingers: 7,6–10,2 cm | Länge des Mittelfingers: 10,2 cm und mehr |
| ------------------------------------------ | ----------------------------------- | ------------------------------------ | ----------------------------------------- |
| unter 14,5 cm                              | Junior                              |                                      |                                           |
| 14,6 – 16,5 cm                             | Damen                               | Damen +1/64                          | Damen +1/32                               |
| 16,6 – 17,8 cm                             | Herren −1/64                        | Herren                               | Herren +1/64                              |
| 17,8 – 19,7 cm                             | Herren                              | Herren +1/64                         | Herren +1/32                              |
| 19,7 – 21,0 cm                             | Herren +1/64                        | Herren +1/32                         | Herren +1/20                              |
| 21,0 – 22,2 cm                             | Herren +1/32                        | Herren +1/20                         | Herren +1/12                              |
| 22,2 – 24,8 cm                             | Herren +1/16                        | Herren +1/12                         | Herren +1/10                              |

Eine Größen-Korrektur kann durch das Addieren und Subtrahieren vom Standard-Durchmesser erfolgen.
| 1/64 | = | 0,4 mm |
| 1/32 | = | 0,8 mm |
| 1/20 | = | 1,3 mm |
| 1/16 | = | 1,6 mm |
| 1/12 | = | 2,1 mm |
| 1/10 | = | 2,5 mm |

In der Regel bestehen die Griffe der Golfschläger aus Gummi, so dass zahlreiche Härtegrade und Farben auf dem Markt sind. Für einen noch besseren Halt beim Schlag gibt es textilverstärkte Griffe. Es wird hierbei zwischen Half-Cord- und Full-Cord-Griffen unterschieden, die eine rauere Oberfläche als Gummigriffe aufweisen. Griffe aus Leder sind aufgrund des hohen Preises selten. Sie dämpfen den Großteil der Erschütterung und erweisen sich bei Wind und Wetter als extrem haltbar. Darüber hinaus bleibt die Rutschfestigkeit auch bei feuchten Händen und leichtem Regen beständig.
Eine falsche Griffstärke kann sich beispielsweise auf die Beweglichkeit des Handgelenks und damit auf den Schwung auswirken. Auch ein Verdrehen des Griffs in der Hand ist während des Schwungs möglich und kann unter Umständen auf einen unpassenden Griff zurückgeführt werden.

#### Schaftflex
In der Regel bestehen Golfschläger-Schäfte heutzutage aus Stahl oder Graphit. Der gewählte Flex (Biegsamkeit) richtet sich beim statischen Fitting zumeist danach welche Schlägerkopfgeschwindigkeit der Spieler erzielt. Diese wird entweder beim Fitting gemessen (was dann streng genommen schon in Richtung dynamisches Fitting geht) oder man baut auf einer Schätzung oder einer Angabe des Spielers auf, die dieser selbständig ermittelt hat.
Golfschäfte aus Stahl weisen ein höheres Gewicht und eine direkte Übertragung von Vibrationen auf. Diese stark wahrnehmbare Rückmeldung ermöglicht dem Spieler Rückschlüsse auf den Treffmoment zu ziehen. Es gibt aber auch Spieler, die die Vibrationen als störend empfinden, nicht zuletzt auch aufgrund gesundheitlicher Einschränkungen wie etwa Arthritis. Diese Spieler wählen häufig leichte Graphitschäfte, die schneller beschleunigt werden können und Vibrationen dämpfen.
Auf den Golfschäften sind Buchstaben vermerkt, die Aufschluss darüber geben sollen, welche Schaftflex-Kategorie man in den Händen hält. Die folgenden Beispiele sind Zirka-Angaben, da es auch hier keinen einheitlichen Standard gibt:
- Ladies (L) – gedacht für Damen, Herren und Senioren mit sehr geringer Schwunggeschwindigkeit. Diese liegt bei einem Schaft mit der Kategorie „L“ bei ca. 60 mph.
- Allround (A) / Senior (S) / Medium (M) – Golfer, insbesondere kräftige Damen oder Herren mit mäßiger Golfschläger-Schwunggeschwindigkeit (ca. 60–75 mph).
- Herren Regular (R) – ein Schaft mit der Kategorie „R“ ist geeignet für sportliche Damen und Herren, die ihren Abschlag mit einer normalen Schwunggeschwindigkeit (ca. 75–90 mph) ausführen.
- Stiff (S) – ist ein Schaft, mit dem sehr sportliche Herren und gute Golfer mit hoher Schwunggeschwindigkeit (ca. 90–100 mph) spielen.
- X Stiff (XS) – Profi-Golfer mit extrem hoher Schwunggeschwindigkeit (ab 100 mph) entscheiden sich oft für diesen Schaft.

### Der Schwungtest – das dynamische Fitting
Das dynamische Golfschläger-Fitting basiert vornehmlich auf der Analyse des Golfschwungs, wobei der Schläger an das vorhandene Schwungbild angepasst wird. Hierbei wird beispielsweise die Schwungbahn des Golfers (von außen nach innen oder von innen nach außen) festgestellt. Diese kann bewirken, dass das Schlägerblatt im Treffmoment den Ball anschneidet, der dadurch einen Seitwärtsdrall erhält, was sich in einer nach links oder rechts abdrehenden Flugbahn äußert.

#### Lie-Winkel
Häufig wird beim dynamischen Fitting der Lie des Golfschlägers optimiert. Dieser Winkel befindet sich zwischen Schaft und der Sohle des Schlägerkopfes. Er sollte so ausgerichtet sein, dass die Unterseite des Schlägerkopfes im Treffmoment des Golfballs exakt parallel zum Boden ist. Eine verkantete Schlagfläche führt in der Regel zu Abweichungen beim Ballflug.
Einige Schlägerhersteller bieten Golfschläger mit unterschiedlichen Lie-Winkel an; diese sind z. B. in 1-Grad Schritten bis maximal 5 Grad steiler bzw. flacher. Darüber hinaus lassen sich auch einige Schlägerköpfe biegen. In der Regel sind dies dann geschmiedete Schlägerköpfe, jedoch gibt es auch einige gegossene Schlägerköpfe, die sich biegen lassen – in erster Linie ist dies eine Materialfrage.
Es gibt verschiedene Verfahren um den Lie-Winkel im Treffmoment zu messen:

#### Lie-Boards
Hierbei werden von einer harten schwarzen Plastikplatte Bälle geschlagen, anhand der der Fitter ablesen kann, ob der Schlägerkopf erst mit der Spitze oder der Ferse den Boden berührt oder ob der Golfball im Sweetspot (der Mitte des Schlägerblatts) getroffen wird.

#### Lie-Aufkleber
Bei dieser Methode werden die Schläger mit Aufklebern, den so genannten Face Tapes und Lie Tapes versehen, mit denen der Golfer Übungsbälle von einer Rangematte schlägt. Der Abdruck des Balles auf dem Aufkleber lässt dann Rückschlüsse auf den Lie-Winkel im Treffmoment zu.

#### Golf-Simulatoren und Launch Monitore
Mit Hilfe dieser Geräte, die auf Radar- und/oder Kamerabasis arbeiten, können viele Werte gemessen oder errechnet werden. Dazu gehören beispielsweise Schlägerkopfgeschwindigkeit, Schwungbahn, Loft und Lie im Treffmoment, Spinrate und Distanz der Schläge. Anhand der ermittelten Daten lässt sich im Anschluss ein individuelles Profil des Schwungs erstellen, welches wiederum die Grundlage für das Clubfitting darstellt. Häufig werden diese Geräte aber auch zu Trainingszwecken benutzt, indem die ermittelten Daten gespeichert und nach einer Trainingsperiode erneut gemessen und mit den vorherigen Werten verglichen werden.

#### Kick Point
Der Kick Point ist der Bereich des Golfschlägerschaftes, der sich beim Abschlag am meisten biegt. Je nachdem wo sich der Kick Point befindet (mehr in Richtung Griff oder mehr in Richtung Schlägerkopf), kann sich dadurch der Abflugwinkel des Golfballs verändern.

#### Torque – Verdrehung
Der Begriff Torque bezeichnet die Verdrehung (von lateinisch torquere = „drehen“, Plural gleichlautend; englisch torque) des Schaftes um die Längsachse. Die Verwindungssteifigkeit eines Schaftes kann bei nicht mittig getroffenen Bällen Einfluss auf den Ballflug haben. Aus diesem Grund gibt es Schäfte mit unterschiedlichen Torque-Werten.

### Das MOI-Fitting
MOI-Fitting ist nicht zu verwechseln mit MOI-Matching. Beim MOI-Matching werden Golfschläger so aneinander angepasst, dass sie das gleiche Massenträgheitsmoment haben, und sich somit alle mit gleicher Kraft schwingen lassen. Beim MOI-Fitting wird das MOI (Massenträgheitsmoment) ermittelt, welches am besten zum Golfer und dessen Kraft/Schwung passt. Dies geschieht dynamisch mit Tests von Golfschlägern unterschiedlicher Massenträgheitsmomente. Dabei kommen Golfschläger mit unterschiedlichen Kopf- und Schaftgewichten, wie auch verschiedene Schaftlängen zum Einsatz. Wie aus der Formel ersichtlich ist besonders auch der Schlägerlänge erhebliche Bedeutung beizumessen, da diese quadratisch in die MOI-Formel eingeht. Ist das passende MOI ermittelt, werden die Golfschläger für einen Satz durch das MOI-Matching auf das gleiche MOI gebracht. Andere Einflussfaktoren wie z. B. Schaftflex, Lie-Winkel und Griffgröße sind ebenfalls Bestandteil eines guten MOI-Fittings.
Begriffserklärung: MOI = Moment of Inertia = Trägheitsmoment; beschreibt einen Widerstand bzw. die Kraft, welche man einsetzen muss, um einen Gegenstand in Rotationsbewegung zu beschleunigen.
Um das Jahr 2002 kam ein erstes MOI-Frequenzmessgerät auf den Markt, welches in Verbindung mit dem Gewicht und dem Schwerpunkt des Golfschlägers eine zuverlässige Ermittlung des MOI (Massenträgheitsmoment) des Golfschlägers ermöglicht.

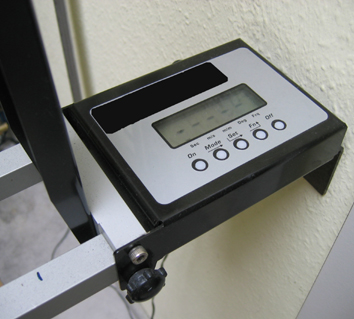
MOI-Frequenzmessgerät

Der physikalische Hintergrund für das MOI-Fitting ist das Massenträgheitsmoment eines jeden Körpers, welcher in Rotationsbewegung beschleunigt wird. Dabei spielt es keine Rolle, ob es sich dabei um einen Hammer, eine Axt oder um einen Golfschläger handelt.
Nach der zunächst einfach dargestellten Formel m × r² sind für die Schwingbarkeit eines Golfschlägers die Masse (m) des Kopfes (Kopfgewicht), die Masse (m) des Schaftes (Schaftgewicht) und der Abstand (r) dieser Massen vom Drehpunkt von grundlegender Bedeutung. Tatsächlich sind es aber nicht alleine die Gesamtmassen des Kopfes und des Schaftes, sondern die Summe der unendlich vielen einzelnen Massepunkte × deren Radius zum Quadrat, welches in nachfolgender Formel dargestellt wird:
{\displaystyle J=\sum _{i}m_{i}r_{i}^{2}}. (MOI-Formel, Einheit ist kg{\displaystyle \cdot }m^2)
Die bis 2002 fehlende Messvorrichtung, die nicht einfache Ermittlung des MOIs und die Erfordernisse an den Schlägerbau erklären, warum das MOI-Fitting erst in den letzten Jahren verstärkt beim Golfschläger-Fitting zu finden ist.
Eine Besonderheit des MOI-Systems ist es, dass man alle Eisen in einem Satz, vom Wedge bis zu den langen Eisen auf ein einheitliches MOI bringen kann. Man bezeichnet dies als MOI-Matching oder MOI-Harmonisierung. Dabei werden, ausgehend vom MOI eines mittleren Eisens, die kürzeren Eisen mit entsprechend schwereren Köpfen, die langen Eisen mit entsprechend leichteren Köpfen versehen, sodass für alle Eisen in einem MOI-Satz die gleiche Schwungkraft aufgewendet werden kann.
Auch Driver, welche über entsprechende Bandbreite an Gewichtsschrauben verfügen, können auf das passende MOI abgestimmt werden.